# 金田一少年の事件簿
『金田一少年の事件簿』（きんだいちしょうねんのじけんぼ）は、天樹征丸（原案→原作)、金成陽三郎（原作→脚本、降板)、さとうふみや（作画）による日本の漫画作品、及びこれを原作とする一連の作品群の総称。ミステリーを題材としている。略称は『金田一』。
1995年、第19回講談社漫画賞少年部門受賞。通常の単行本の他に漫画文庫版、極厚愛蔵版なども発売され、2019年10月時点でシリーズ累計発行部数は1億部を突破している。
名探偵・金田一耕助を祖父に持つ高校生・金田一一が、幼馴染・七瀬美雪や協力者である警察官・剣持勇警部、明智健悟警視らと共に遭遇する難事件を祖父譲りの抜群の推理力で次々と解決していく推理漫画。
1994年以降、原作者による小説版が発表され、1995年に最初のテレビドラマ、1997年に最初のテレビアニメ（1996年に先行でアニメ映画化）が放送開始され、それらの媒体においても人気を得た。その後も何度も再ドラマ化、再アニメ化などの展開がされている。

## 沿革
『週刊少年マガジン』（講談社）にて、第I期は1992年から2001年まで連載された。19本の長編が"FILEシリーズ"と名付けられ、1998年には"Caseシリーズ"が開始された。2000年末に最後の"Case"シリーズ及び第I期最終回「金田一少年の決死行」が描かれ、8年間続けられた連載が終了した。
2004年夏、短期集中連載という形で第II期が開始された。その後不定期連載を経て、2012年からは『20周年記念シリーズ』が連載、2013年11月から2017年10月までは『金田一少年の事件簿R』（- リターンズ）に改題して定期連載された。
2018年4号からは『イブニング』に移籍して本編から20年後を舞台とした『金田一37歳の事件簿』（きんだいち37さいのじけんぼ）が連載を開始。一時中断し、2022年1月からは30周年記念として『イブニング』3号より2023年6号まで元の高校生設定の『金田一少年の事件簿30th』が連載された。『イブニング』の休刊に伴い、『金田一37歳の事件簿』は「コミックDAYS」に移籍することが発表され、2023年4月26日から2024年11月27日まで、月2回更新で連載された。2025年1月22日から、美雪との子どもの育児をしながら探偵を行う新シリーズ『金田一パパの事件簿』が連載されている。

## 年表
1990年代
1992年
10月　『週刊少年マガジン』にて第I期(Fileシリーズ)連載開始
1994年
9月　マガジンノベルス第1弾「オペラ座館・新たなる殺人」が発売
1995年
4月　テレビドラマ初代(堂本剛版)がスペシャルで放送(学園七不思議殺人事件)
7月～9月　テレビドラマ初代第1シリーズ本放送
12月　テレビドラマ初代がスペシャルで放送(雪夜叉伝説殺人事件)
1996年
1月　CDブック第1弾「悪魔組曲殺人事件」発売
7月～9月　テレビドラマ初代第2シリーズ本放送
9月　テレビドラマ初代がスペシャルで放送(永久保存版)
11月　プレイステーションソフト「悲報島 新たなる惨劇」発売
12月　劇場アニメ第1作「金田一少年の事件簿」(オペラ座館・新たなる殺人)公開
1997年
4月　テレビアニメ(無印)放送開始、CDブック第2弾「死神病院殺人事件」発売
6月　Short Fileシリーズ連載開始
12月　劇場版「上海魚人伝説」公開
1998年　
1月　Caseシリーズ連載開始、セガサターンソフト「星見島 悲しみの復讐鬼 」発売
3月　プレイステーションソフト「地獄遊園殺人事件」発売
1999年
8月　プレイステーションソフト「青龍伝説殺人事件」発売、劇場アニメ第2作「殺戮のディープブルー」公開
2000年代
2000年
9月　テレビアニメ(無印)放送終了
12月　ゲームボーイカラーソフト「10年目の招待状」発売
2001年
1月　第I期連載終了
3月　テレビドラマ2代目(松本潤版)がスペシャルで放送(魔術列車殺人事件)
7月～9月　テレビドラマ2代目本放送
2004年
8月　『週刊少年マガジン』にて第II期連載開始
2005年
9月　テレビドラマ3代目(亀梨和也版)がスペシャルで放送(吸血鬼伝説殺人事件)
2007年
11月　スペシャルアニメ「オペラ座館・最後の殺人」「吸血鬼伝説殺人事件」放送
2009年
7月、10月　『月刊少年ライバル』にて、1話読み切りの中学生編が2編掲載
9月　ニンテンドーDSソフト「悪魔の殺人航海」発売
2010年代
2011年
6月　第II期連載終了
2012年
3月　『週刊少年マガジン』にて20周年記念シリーズ連載開始
2013年
1月　テレビドラマ4代目(山田涼介版)がスペシャルで放送(香港九龍財宝殺人事件)
4月　20周年記念シリーズ連載終了
11月　『週刊少年マガジン』にて金田一少年の事件簿R連載開始
12月　『マンガボックス』にてスピンオフ「高遠少年の事件簿」連載
2014年
1月　テレビドラマ4代目がスペシャルで放送(獄門塾殺人事件)
4月～9月　テレビアニメ「金田一少年の事件簿R」第1期放送
6月～9月　『マガジンSPECIAL』にてスピンオフ「明智警部の事件簿」連載
7月～9月　テレビドラマ4代目本放送(タイトルは「金田一少年の事件簿N(neo)」)
2015
10月　テレビアニメ「金田一少年の事件簿R」第2期放送(～2016年3月)
2017年
7月　『マガジンポケット』にてスピンオフ「犯人たちの事件簿」連載開始(～2020年)
10月　金田一少年の事件簿R連載終了
2018年
1月　『イブニング』にて金田一37歳の事件簿連載開始、『青い鳥文庫』よりスピンオフ小説「金田一くんの冒険」刊行
2020年代
2022年
1月　金田一37歳の事件簿を中断し金田一少年の事件簿30thを連載(～2023年1月)
4月～7月　テレビドラマ5代目(道枝駿佑版)放送。
2023年
4月　金田一37歳の事件簿が『イブニング』休刊に伴い『コミックDAYS』に移籍
2024年
11月　金田一37歳の事件簿連載終了
2025年
1月　『コミックDAYS』にて金田一パパの事件簿連載開始

## 制作背景
主人公の設定
主人公・一は横溝正史作品の主人公・金田一耕助の孫という設定であり、連載開始前に編集部は横溝正史の妻・孝子夫人に事前許諾を得ていた。その後、複数の著作権継承者の存在が分かり、改めて覚書を交わしている。設定としては耕助は一の母方の祖父にあたる。
公式本によると「文学作品に登場する人物の子孫」という設定は『ルパン三世』から着想を得た。
舞台設定が『八つ墓村』『犬神家の一族』を連想させる「飛騨からくり屋敷殺人事件」や短編作品『不死蝶』と同名の犯人が登場する「黒死蝶殺人事件」等のオマージュ要素がある。
第Ⅱ期では「雪鬼伝説殺人事件」の回想シーンで金田一耕助が初登場（描かれたのは後ろ姿と手元のみ）。『獄門島』は作中で実際に起きた事件として触れられている。
本作は若年層が金田一耕助を知るきっかけとなった。
制作者
初期の原作やドラマ版では金成陽三郎とさとうふみやの2人のみがクレジットされていたが、1996年頃からは編集及び小説版の担当をしていた天樹征丸（樹林伸）も原案として表記されるようになった。caseシリーズ序盤で天樹が原作表記になり、「天草財宝伝説殺人事件」以降は金成のクレジットがなくなっている。
天樹曰く、主に天樹がストーリープロット、トリック、動機を考え、金成がシナリオに起こし、さとうが漫画にするという分担で制作していた。

## 特徴
長編は連続殺人事件が主題であり、プロローグからエピローグまでを数ヵ月かけて連載している。当初は長編のみが展開されていたが、途中からは長編を軸に短編も扱われるようになる。
伝説、噂、伝承、民俗学的な風習、土着信仰、創作物、文学作品などのモチーフになぞらえた見立て殺人(劇場型犯罪)が多い。クローズド・サークルと呼ばれる「絶海の孤島」や「吹雪の山荘」などの隔絶された状況下の事件では、犯人は舞台となる建築物や施設の構造などをトリックに利用するケースがある。
長編作品の殆どの犯人には「怪人名」とされる代名詞的な二つ名がついている。登場人物に仮面やマスク、あからさまな偽名などによる怪しい架空の人物がいる場合もある。
一部を除いて作中の被害者は過去に人命被害が生じた事件・事故に関与し、それが犯人の動機となっていることが大半である。
小説版の「電脳山荘殺人事件」「殺戮のディープブルー」ではインターネット犯罪を題材としている。
「真相当てクイズ」という懸賞企画があり、本格ミステリーの読者への挑戦を漫画内に描かれている証拠から読者にも自ら犯人を予測してもらうスタイルで導入した。

## 登場人物
金田一 一（きんだいち はじめ）
本作の主人公。東京都不動山市に暮らす高校2年生。名探偵・金田一耕助を祖父に持つ。
IQ180という天才的な頭脳を持っており、事件に遭遇した際は冷静さと鋭い推理力・洞察力を発揮し、解決に導く。
決め台詞は「ジッチャンの名にかけて!」「謎はすべて解けた！」「〇〇（そのエピソードの犯人の通り名）はこの中にいる!」。
七瀬 美雪（ななせ みゆき）
本作のヒロイン。一の幼なじみで互いに想い合っているが、表面上は友達以上、恋人未満の関係。
才色兼備で学校では生徒会長を務め、ミステリー研究会と演劇部の部長を兼任している。
剣持 勇（けんもち いさむ）
警視庁刑事部捜査一課の警部。
一の良き理解者であり、一が巻き込まれた事件を担当した刑事たちにも太鼓判を押す形でも協力している。
明智 健悟（あけち けんご）
警視庁刑事部捜査一課の警視で、剣持の上司。
容姿端麗で様々なことに秀でるエリートで、一とは基本的に犬猿の仲だが、お互いの推理力は認めており、信頼関係も強い。
高遠 遙一（たかとお よういち）
「地獄の傀儡師」を名乗る一と明智の宿敵で、天才マジシャン。
「犯罪芸術家」を自称し、憎しみの種を持つ人間に近づいて芸術的犯罪計画を授ける。何度も脱獄を繰り返している。

## シリーズ一覧
連載期間の表記は、『週刊少年マガジン』、『イブニング』の発売日、および「コミックDAYS」の更新日とする。
本節では全6話以上のエピソードを「長編」と扱う。

### 金田一少年の事件簿
第Ⅰ期
『週刊少年マガジン』で連載されたFILEシリーズとCaseシリーズ、及びその連載期間中に掲載されたShort FileシリーズとAkechi Fileシリーズのエピソードを「第Ⅰ期」と呼ぶ。
FILEシリーズ
1992年から1997年まで連載。長編19編が連載され、単行本27冊に収録された。正確には単行本時「ファイル○」とカタカナ表記であった。巻数の表記は第1巻がローマ数字、第2巻が初版のみローマ数字で重版から算用数字、第3巻以降は初版から算用数字。このシリーズでは一つの事件が単行本2～3冊にまたがって収録されたが、後に刊行された講談社漫画文庫版では事件ごとに1冊ずつにまとめなおされている。
Caseシリーズ
1998年から2001年まで連載。長編7編が連載され、単行本10冊に収録された。読者が揃えやすいように構成と単行本の装丁がリニューアルされ、一つの事件が単行本1冊分または2冊分(上下巻)にまとめられるようになった。そのため、ストーリーの長さが単行本1冊におさまる短めの長編か、2冊分使い切る大長編かのどちらかに制限されている。後に刊行された講談社漫画文庫版ではFILEシリーズからの通算（FILE20 - ）でカウントされており、上下巻に分かれていた大長編は1冊にまとめられている。
Case6についてのちに天樹征丸は『金田一少年の全事件簿』にて「もう少しページが欲しかった」と語っていた。
Short Fileシリーズ
1997年から長編のつなぎとなる形で開始。2 - 3話ほど(稀に4話や5話構成の場合もある)で終わる短編のシリーズで、第Ｉ期は長編とは別に短編集（KCデラックス版）に収録された。また、このシリーズは話数を「問題編」「解決編」という形で表現している。第Ⅱ期以降は、長編と同じシリーズの単行本に収録されている。
Akechi Fileシリーズ
一のライバルである明智警視を主人公としたシリーズ。当初はShort Fileシリーズの一部だったが、人気が高まったことから「Akechi Fileシリーズ」として独立し、第Ⅰ期連載分は単独で単行本（KCデラックス版）が発行されるまでになる。その単行本では、高校時代の話は「明智少年の華麗なる事件簿」、刑事になってからの話は「明智警視の優雅なる事件簿」に収録された。このシリーズの各事件にタイトルが付けられたのはこれらの単行本に収録される時で、それまではシリーズ名に連番を付ける形であった。また、このシリーズの第Ⅰ期連載分のタイトルには英語の副題が付けられている。
第Ⅱ期
2004年から2011年まで『週刊少年マガジン』で連載。長編8編と短編4編が連載され、単行本14冊に収録された。連載はほぼ年一回の不定期・短期集中形式で行われた。短編を入れることにより、長さを調節しているものもある。単行本はCaseシリーズと同様、一つの事件が1冊分または2冊分(上下巻)にまとめられているが、巻数の表記がなく背表紙に収録された長編のタイトルが表記されている。講談社漫画文庫版ではFILEシリーズからの通算（FILE27 - ）でカウントされており、上下巻に分かれていた大長編は1冊にまとめられている。
中学生編
2009年に『月刊少年ライバル』に掲載された、1話読み切りの特別編。一と美雪の中学生時代のエピソードで、2編掲載された。
20周年記念シリーズ
2012年から2013年まで『週刊少年マガジン』で連載。長編3編と短編1編が連載され、単行本5冊に収録された。このシリーズから再び、FILEシリーズと同様に一つの事件が複数冊にまたがって単行本に収録されるようになった。
金田一少年の事件簿R(リターンズ)
2013年から2017年まで『週刊少年マガジン』で連載。長編10編と短編3編が連載され、単行本14冊に収録された。
金田一少年の事件簿30th
2022年から2023年2月まで『イブニング』で連載。長編2編と短編1編が連載され、単行本4冊に収録された。

#### 長編
| 通算事件                        | 事件名                   | 連載期間                       | 収録巻                                 | 話数         | 怪人名                   | アニメ化     | 実写化             | 備考                                                                               |
| FILEシリーズ                    | FILEシリーズ             | FILEシリーズ                   | FILEシリーズ                           | FILEシリーズ | FILEシリーズ             | FILEシリーズ | FILEシリーズ       | FILEシリーズ                                                                       |
| ------------------------------- | ------------------------ | ------------------------------ | -------------------------------------- | ------------ | ------------------------ | ------------ | ------------------ | ---------------------------------------------------------------------------------- |
| 1                               | オペラ座館殺人事件       | 1992年10月28日 - 12月2日       | KC 1 - 2巻                             | 全6話        | 「歌月」                 | 〇(無印)     | 〇(初代1期)        | 金田一一・七瀬美雪・剣持勇の初登場回。                                             |
| 2                               | 異人館村殺人事件         | 1992年12月9日 - 1993年3月10日  | KC 2 - 3巻                             | 全11話       | 「七人目のミイラ」       |              | 〇(初代1期)        | 島田荘司の『占星術殺人事件』のトリック流用を指摘されたエピソード(詳細は後述)。     |
| 3                               | 雪夜叉伝説殺人事件       | 1993年3月17日 - 5月26日        | KC 3 - 4巻                             | 全10話       | 「雪夜叉」               | 〇(無印)     | 〇(初代SP)         | 明智健悟と速水玲香の初登場回。                                                     |
| 4                               | 学園七不思議殺人事件     | 1993年6月2日 - 8月4日          | KC 4 - 5巻                             | 全10話       | 「放課後の魔術師」       | 〇(無印)     | 〇(初代SP、5代目)  | 佐木竜太と真壁誠の初登場回。                                                       |
| 5                               | 秘宝島殺人事件           | 1993年8月11日 - 10月20日       | KC 5 - 6巻                             | 全10話       | 「招かれざる客」         | 〇(無印)     | 〇(初代1期)        |                                                                                    |
| 6                               | 悲恋湖伝説殺人事件       | 1993年10月27日 - 1994年1月19日 | KC 6 - 7巻                             | 全10話       | 「ジェイソン」           | 〇(無印)     | 〇(初代1期)        | いつき陽介の初登場回。                                                             |
| 7                               | 異人館ホテル殺人事件     | 1994年1月26日 - 4月13日        | KC 8 - 9巻                             | 全12話       | 「赤髭のサンタクロース」 | 〇(無印)     | 〇(初代2期)        | 佐木竜太が殺害される(アニメ版では生存)。                                           |
| 8                               | 首吊り学園殺人事件       | 1994年4月27日 - 7月20日        | KC 9 - 10巻                            | 全12話       | 「地獄の子守唄」         |              | 〇(初代1期)        |                                                                                    |
| 9                               | 飛騨からくり屋敷殺人事件 | 1994年8月3日 - 10月26日        | KC 11 - 12巻                           | 全12話       | 「首狩り武者」           | 〇(無印)     | 〇(初代1期、5代目) |                                                                                    |
| 10                              | 金田一少年の殺人         | 1994年11月9日 - 1995年3月1日   | KC 12 - 14巻                           | 全14話       | 「見えざる敵」           | 〇(無印)     | 〇(初代2期、5代目) | 佐木竜二の初登場回(アニメ版では竜太が生存しているため未登場)。                     |
| 11                              | タロット山荘殺人事件     | 1995年3月8日 - 6月14日         | KC 14 - 15巻                           | 全14話       | 「影の脅迫者」           | 〇(無印)     | 〇(初代2期)        | 「オペラ座館殺人事件」及び小説版「オペラ座館・新たなる殺人」を踏まえたエピソード。 |
| 12                              | 蝋人形城殺人事件         | 1995年6月28日 - 9月27日        | KC 16 - 17巻                           | 全13話       | 「Mr.レッドラム」        | 〇(無印)     | 〇(初代1期)        |                                                                                    |
| 13                              | 怪盗紳士の殺人           | 1995年10月18日 - 1996年1月24日 | KC 17 - 18巻                           | 全13話       | 「怪盗紳士」             | 〇(無印)     | 〇(初代2期)        | 怪盗紳士の初登場回。                                                               |
| 14                              | 墓場島殺人事件           | 1996年1月31日 - 4月17日        | KC 19 - 20巻                           | 全11話       | 「亡霊兵士」             | 〇(無印)     | 〇(初代2期)        |                                                                                    |
| 15                              | 魔術列車殺人事件         | 1996年4月24日 - 7月31日        | KC 20 - 21巻                           | 全13話       | 「地獄の傀儡師」         | 〇(無印)     | 〇(2代目SP)        | 地獄の傀儡師・高遠遙一の初登場回。                                                 |
| 16                              | 黒死蝶殺人事件           | 1996年8月7日 - 11月13日        | KC 22 - 23巻                           | 全13話       | 「不死蝶」               | 〇(無印)     | 〇(2代目)          | 「非恋湖伝説殺人事件」を踏まえた続編。                                             |
| 17                              | 仏蘭西銀貨殺人事件       | 1996年11月20日 - 1997年3月12日 | KC 23 - 25巻                           | 全14話       | 「葬送銀貨」             | 〇(無印)     | 〇(2代目)          |                                                                                    |
| 18                              | 魔神遺跡殺人事件         | 1997年3月19日 - 6月18日        | KC 25 - 26巻                           | 全12話       | 「凶鳥ノ命」             | 〇(無印)     |                    |                                                                                    |
| 19                              | 速水玲香誘拐殺人事件     | 1997年9月3日 - 11月5日         | KC 26 - 27巻                           | 全9話        | 「道化人形」             | 〇(無印)     | 〇(2代目)          |                                                                                    |
| Caseシリーズ                    |                          |                                |                                        |              |                          |              |                    |                                                                                    |
| 20                              | 魔犬の森の殺人           | 1998年1月29日 - 4月1日         | KC Case1「魔犬の森の殺人」             | 全10話       | 「ケルベロス」           | 〇(無印)     | 〇(2代目)          |                                                                                    |
| 21                              | 銀幕の殺人鬼             | 1998年6月24日 - 8月26日        | KC Case2「銀幕の殺人鬼」               | 全9話        | 「スコーピオン」         | 〇(無印)     | 〇(4代目)          |                                                                                    |
| 22                              | 天草財宝伝説殺人事件     | 1998年10月14日 - 1999年1月29日 | KC Case3「天草財宝伝説殺人事件」上下巻 | 全13話       | 「白髪鬼」               | 〇(無印)     |                    |                                                                                    |
| 23                              | 雪影村殺人事件           | 1999年4月21日 - 6月30日        | KC Case4「雪影村殺人事件」             | 全9話        | ー                       | 〇(無印)     | 〇(4代目)          |                                                                                    |
| 24                              | 露西亜人形殺人事件       | 1999年10月20日 - 2000年2月16日 | KC Case5「露西亜人形殺人事件」上下巻   | 全15話       | 「コンダクター」         | 〇(無印)     | 〇(2代目)          |                                                                                    |
| 25                              | 怪奇サーカスの殺人       | 2000年4月12日 - 6月21日        | KC Case6「怪奇サーカスの殺人」         | 全9話        | 「MONSTER」              | 〇(無印)     |                    |                                                                                    |
| 26                              | 金田一少年の決死行       | 2000年8月23日 - 2001年1月1日   | KC Case7「金田一少年の決死行」上下巻   | 全16話       | 「巌窟王」               | 〇(「R」2期) | 〇(4代目)          | 小説版「上海魚人伝説殺人事件」及び「殺戮のディープブルー」を踏まえたエピソード。   |
| 第Ⅱ期                           |                          |                                |                                        |              |                          |              |                    |                                                                                    |
| 27                              | 吸血鬼伝説殺人事件       | 2004年8月18日 - 10月13日       | KC「吸血鬼伝説殺人事件」               | 全8話        | 「吸血鬼(ヴァンパイア)」 | 〇(SP)       | 〇(3代目SP)        |                                                                                    |
| 28                              | オペラ座館・第三の殺人   | 2005年9月14日 - 12月15日       | KC「オペラ座館・第三の殺人」上下巻     | 全15話       | 「ファントム」           | 〇(SP)       | 〇(5代目)          | 「オペラ座館殺人事件」及び小説版「オペラ座館・新たなる殺人」を踏まえた続編。       |
| 29                              | 獄門塾殺人事件           | 2006年4月12日 - 8月9日         | KC「獄門塾殺人事件」上下巻             | 全15話       | 「スパロウ」             | 〇(「R」1期) | 〇(4代目SP)        |                                                                                    |
| 30                              | 雪霊伝説殺人事件         | 2007年1月17日 - 4月18日        | KC「雪霊伝説殺人事件」上下巻           | 全13話       | 「雪霊」                 |              |                    |                                                                                    |
| 31                              | 黒魔術殺人事件           | 2008年5月21日 - 7月9日         | KC「黒魔術殺人事件」                   | 全8話        | ー                       | 〇(OVA)      |                    | 小説版「邪宗館殺人事件」を踏まえたエピソード。                                     |
| 32                              | 剣持警部の殺人           | 2009年4月23日 - 7月22日        | KC「剣持警部の殺人」上下巻             | 全12話       | 「死刑執行人」           | 〇(「R」1期) |                    |                                                                                    |
| 33                              | 錬金術殺人事件           | 2010年4月28日 - 7月28日        | KC「錬金術殺人事件」上下巻             | 全13話       | 「錬金術師」             | 〇(「R」1期) |                    |                                                                                    |
| 34                              | ゲームの館殺人事件       | 2011年4月13日 - 6月8日         | KC「ゲームの館殺人事件」               | 全8話        | 「ゲームマスター」       | 〇(「R」1期) | 〇(4代目)          |                                                                                    |
| 20周年記念シリーズ              |                          |                                |                                        |              |                          |              |                    |                                                                                    |
| 35                              | 人喰い研究所殺人事件     | 2012年3月7日 - 5月23日         | KC『20周年記念シリーズ』1 - 2巻        | 全11話       | 「ヒトクイ」             |              |                    |                                                                                    |
| 36                              | 香港九龍財宝殺人事件     | 2012年7月11日 - 10月17日       | KC『20周年記念シリーズ』2 - 3巻        | 全12話       | 「毒龍」                 | 〇(「R」1期) | 〇(4代目SP)        |                                                                                    |
| 37                              | 薔薇十字館殺人事件       | 2012年12月26日 - 2013年4月17日 | KC『20周年記念シリーズ』4 - 5巻        | 全14話       | 「ローゼンクロイツ」     | 〇(「R」2期) | 〇(4代目)          |                                                                                    |
| 金田一少年の事件簿R(リターンズ) |                          |                                |                                        |              |                          |              |                    |                                                                                    |
| 38                              | 雪鬼伝説殺人事件         | 2013年11月27日 - 2014年3月5日  | KC『R』1 - 2巻                         | 全11話       | 「雪鬼」                 | 〇(「R」2期) |                    |                                                                                    |
| 39                              | 亡霊校舎の殺人           | 2014年4月2日 - 7月2日          | KC『R』2 - 3巻                         | 全12話       | 「亡霊教頭」             |              |                    |                                                                                    |
| 40                              | 狐火流し殺人事件         | 2014年7月16日 - 10月8日        | KC『R』3 - 4巻                         | 全11話       | ー                       | 〇(「R」2期) |                    |                                                                                    |
| 41                              | 蟻地獄壕殺人事件         | 2014年12月24日 - 2015年3月18日 | KC『R』5 - 6巻                         | 全11話       | 「蟻地獄」               |              |                    |                                                                                    |
| 42                              | 吸血桜殺人事件           | 2015年4月15日 - 7月15日        | KC『R』6 - 7巻                         | 全12話       | 「血吸い桜」             |              |                    |                                                                                    |
| 43                              | 人形島殺人事件           | 2015年10月7日 - 2016年1月20日  | KC『R』8 - 9巻                         | 全13話       | 「祟り人形」             |              |                    |                                                                                    |
| 44                              | 黒霊ホテル殺人事件       | 2016年2月24日 - 3月30日        | KC『R』10巻                            | 全6話        | 「黒い悪霊」             |              |                    |                                                                                    |
| 45                              | 白蛇蔵殺人事件           | 2016年6月15日 - 9月7日         | KC『R』10 - 11巻                       | 全11話       | 「白蛇」                 |              | 〇(5代目)          |                                                                                    |
| 46                              | 聖恋島殺人事件           | 2016年12月13日 - 2017年4月12日 | KC『R』12 - 13巻                       | 全15話       | 「セイレーン」           |              | 〇(5代目)          |                                                                                    |
| 47                              | 金田一二三誘拐殺人事件   | 2017年7月5日 - 10月18日        | KC『R』13 - 14巻                       | 全13話       | 「沖田総司」             |              |                    |                                                                                    |
| 金田一少年の事件簿30th          |                          |                                |                                        |              |                          |              |                    |                                                                                    |
| 48                              | 八咫烏村殺人事件         | 2022年1月11日 - 7月26日        | KC『30th』1 - 2巻                      | 全14話       | 「八咫烏」               |              |                    |                                                                                    |
| 49                              | 鬼戸・墓獅子伝説殺人事件 | 2022年8月9日 - 2023年1月24日   | KC『30th』3 - 4巻                      | 全12話       | 「墓獅子」               |              |                    |                                                                                    |

#### Short Fileシリーズ
| 事件名                          | 連載期間                | 収録巻                                         | 話数  | 怪人名                                   | アニメ化     | 実写化    | 備考                                                         |
| 第Ⅰ期                           | 第Ⅰ期                   | 第Ⅰ期                                          | 第Ⅰ期 | 第Ⅰ期                                    | 第Ⅰ期        | 第Ⅰ期     | 第Ⅰ期                                                        |
| ------------------------------- | ----------------------- | ---------------------------------------------- | ----- | ---------------------------------------- | ------------ | --------- | ------------------------------------------------------------ |
| 氷点下15度の殺意                | 1997年6月25日 - 7月9日  | KCDX 短編集第1巻「金田一少年の挑戦」           | 全3話 | ー                                       | 〇(無印)     |           |                                                              |
| 誰が女神を殺したか?             | 1997年7月16日 - 30日    | KCDX 短編集第1巻「金田一少年の挑戦」           | 全3話 | ー                                       | 〇(無印)     |           | 小説版「幽霊客船殺人事件」を踏まえたエピソード。             |
| 1/2の殺人者                     | 1997年12月3日 - 10日    | KCDX 短編集第2巻「金田一少年の推理」           | 全2話 | ー                                       | 〇(無印)     |           | 「秘宝島殺人事件」を踏まえたエピソード。                     |
| 聖なる夜の殺人                  | 1998年1月1日 - 22日     | KCDX 短編集第2巻「金田一少年の推理」           | 全4話 | 「聖なる復讐者(セイント・リベンジャー)」 | 〇(無印)     |           | 金田一二三の初登場回。                                       |
| 鏡迷宮の殺人                    | 1998年5月13日 - 27日    | KCDX 短編集第3巻「金田一少年の冒険」           | 全2話 | ー                                       | 〇(無印)     |           |                                                              |
| 金田一フミ誘拐事件              | 1998年6月3日 - 10日     | KCDX 短編集第3巻「金田一少年の冒険」           | 全2話 | ー                                       | 〇(無印)     |           |                                                              |
| 金田一フミの冒険                | 1998年9月30日 - 10月7日 | KCDX 短編集第4巻「金田一少年の疾走」           | 全2話 | ー                                       | 〇(無印)     |           |                                                              |
| 白銀に消えた身代金              | 1999年2月3日 - 10日     | KCDX 短編集第4巻「金田一少年の疾走」           | 全2話 | ー                                       | 〇(無印)     |           |                                                              |
| フィルムの中のアリバイ          | 1999年3月17日 - 24日    | KCDX 短編集第4巻「金田一少年の疾走」           | 全2話 | ー                                       | 〇(無印)     |           |                                                              |
| 殺人レストラン                  | 1999年3月31日 - 4月14日 | KCDX 短編集第4巻「金田一少年の疾走」           | 全3話 | ー                                       | 〇(無印)     |           | 倒叙作品。                                                   |
| 血染めプールの殺人              | 1999年7月28日 - 8月11日 | KCDX 短編集第5巻「金田一少年の対決」           | 全3話 | ー                                       | 〇(無印)     |           |                                                              |
| 亡霊学校殺人事件                | 1999年8月25日 - 9月29日 | KCDX 短編集第5巻「金田一少年の対決」           | 全5話 | ー                                       | 〇(無印)     | 〇(5代目) |                                                              |
| 瞬間消失の謎                    | 1999年10月6日 - 13日    | KCDX 短編集第5巻「金田一少年の対決」           | 全2話 | 「ホームズの孫」                         | 〇(無印)     |           |                                                              |
| 妖刀毒蜂殺人事件                | 2000年3月1日 - 15日     | KCDX 短編集第6巻「金田一少年の回想」           | 全3話 | ー                                       |              |           |                                                              |
| 怪盗紳士からの挑戦状            | 2000年6月28日 - 7月12日 | KCDX 短編集第6巻「金田一少年の回想」           | 全3話 | 「怪盗紳士」                             | 〇(無印)     |           |                                                              |
| 午前04:40の銃声                 | 2000年7月19日 - 26日    | KCDX 短編集第6巻「金田一少年の回想」           | 全2話 | ー                                       | 〇(「R」2期) |           |                                                              |
| 女医の奇妙な企み                | 2000年8月2日 - 9日      | KCDX 短編集第6巻「金田一少年の回想」           | 全2話 | ー                                       | 〇(「R」2期) |           | 倒叙作品。                                                   |
| 第Ⅱ期                           |                         |                                                |       |                                          |              |           |                                                              |
| 速水玲香と招かれざる客          | 2007年4月25日 - 5月9日  | KC「雪霊伝説殺人事件」下巻                     | 全2話 | ー                                       | 〇(「R」1期) |           | 倒叙作品。                                                   |
| 不動高校学園祭殺人事件          | 2007年11月7日 - 28日    | KC「血溜之間殺人事件・不動高校学園祭殺人事件」 | 全4話 | ー                                       |              |           | カラーページの都合からか、単行本では前後逆に収録されている。 |
| 血溜之間殺人事件                | 2008年4月2日 - 23日     | KC「血溜之間殺人事件・不動高校学園祭殺人事件」 | 全4話 | ー                                       | 〇(「R」2期) |           | カラーページの都合からか、単行本では前後逆に収録されている。 |
| 高度1万メートルの殺人           | 2010年8月18日 - 9月1日  | KC「錬金術殺人事件」下巻                       | 全3話 | ー                                       | 〇(「R」1期) |           |                                                              |
| 20周年記念シリーズ              |                         |                                                |       |                                          |              |           |                                                              |
| 暗黒城殺人事件                  | 2012年6月6日 - 20日     | KC『20周年記念シリーズ』3 - 4巻                | 全3話 | ー                                       |              |           |                                                              |
| 金田一少年の事件簿R(リターンズ) |                         |                                                |       |                                          |              |           |                                                              |
| なぜ暖炉は燃えていたか？        | 2015年9月16日 - 30日    | KC『R』8巻                                     | 全3話 | ー                                       |              |           |                                                              |
| 金田一少年の事件簿30th          |                         |                                                |       |                                          |              |           |                                                              |
| 怪盗紳士の挨拶                  | 2023年2月14日 - 28日    | KC『30th』4巻                                  | 全2話 | 「怪盗紳士」                             |              |           |                                                              |

#### Akechi Fileシリーズ
| 事件名                                               | 連載期間                  | 収録巻                                                                | 話数  | 怪人名         | アニメ化 | 実写化 | 備考                                                         |
| 第Ⅰ期                                                | 第Ⅰ期                     | 第Ⅰ期                                                                 | 第Ⅰ期 | 第Ⅰ期          | 第Ⅰ期    | 第Ⅰ期  | 第Ⅰ期                                                        |
| ---------------------------------------------------- | ------------------------- | --------------------------------------------------------------------- | ----- | -------------- | -------- | ------ | ------------------------------------------------------------ |
| 証言パズル / The Murder Train                        | 1997年8月13日 - 27日      | KCDX 短編集第1巻「金田一少年の挑戦」 KCDX「明智警視の優雅なる事件簿」 | 全2話 | ー             | 〇(無印) |        | 連載時のタイトルは「明智警視の事件簿」                       |
| 殺人ポーカー / Unlucky Men in the Rain               | 1997年11月12日 - 19日     | KCDX 短編集第2巻「金田一少年の推理」 KCDX「明智警視の優雅なる事件簿」 | 全2話 | ー             | 〇(無印) |        | 連載時のタイトルは「明智警視の事件簿2」                      |
| 明智少年最初の事件 / Farewell, My Dear Friend        | 1998年4月15日 - 5月6日    | KCDX 短編集第3巻「金田一少年の冒険」 KCDX「明智少年の華麗なる事件簿」 | 全4話 | ー             | 〇(無印) |        | 連載時のタイトルは「明智少年の華麗なる事件簿」               |
| 殺意の四重奏 / The Perfect Violinist Akechi          | 1998年9月9日 - 23日       | KC Case3「天草財宝伝説殺人事件」下巻 KCDX「明智少年の華麗なる事件簿」 | 全3話 | 「魔弾の射手」 | 〇(無印) |        | 連載時のタイトルは「明智少年の華麗なる事件簿2」              |
| 幽霊剣士殺人事件 / The Pride Murder                  | 1999年2月17日 - 3月3日    | KCDX「明智少年の華麗なる事件簿」                                      | 全3話 | 「幽霊剣士」   | 〇(無印) |        | 連載時のタイトルは「明智少年の華麗なる事件簿3」              |
| 死者のチェックメイト / The Great Chess Player Akechi | 1999年7月7日 - 21日       | KCDX「明智警視の優雅なる事件簿」                                      | 全3話 | ー             | 〇(無印) |        | 連載時のタイトルは「明智警視の事件簿3 in Las Vegas」         |
| 幽霊ホテル殺人事件 / The Encounter                   | 2000年3月22日 - 4月5日    | KCDX「明智警視の優雅なる事件簿」                                      | 全3話 | 「ゴースト」   |          |        | 連載時のタイトルは「明智警視の事件簿 PART4」                 |
| 金田一少年の事件簿R(リターンズ)                      |                           |                                                                       |       |                |          |        |                                                              |
| 学生明智健悟の事件簿                                 | 2014年11月19日 - 12月10日 | KC『R』5巻                                                            | 全4話 | ー             |          |        | 明智の大学時代のエピソードで、剣持との出会いが描かれている。 |
| ソムリエ明智健悟の事件簿                             | 2016年1月27日 - 2月17日   | KC『R』9巻 - 10巻                                                     | 全3話 | ー             |          |        |                                                              |

#### 中学生編
| 事件名               | 連載期間                      | 収録巻                   | 話数 | アニメ化     | 実写化 | 備考 |
| -------------------- | ----------------------------- | ------------------------ | ---- | ------------ | ------ | ---- |
| 飛込プールの悪霊     | 月刊少年ライバル2009年7月号   | KC「剣持警部の殺人」下巻 | 読切 | 〇(「R」1期) |        |      |
| キャンプ場の“怪”事件 | 月刊少年ライバル 2009年10月号 | KC「剣持警部の殺人」下巻 | 読切 | 〇(「R」1期) |        |      |

### 金田一37歳の事件簿
『金田一少年の事件簿』の20年後を描いた作品。2018年1月から2022年1月まで青年漫画誌「イブニング」で連載。その後イブニングの休刊に伴い「コミックDAYS」へ移籍となり、2023年4月から2024年11月まで月2回更新で配信された。青年誌に移ったこともあり、女性のヌードシーンが解禁され、性的描写やそれにまつわる明らかな言動が顕著になっている。犯行の動機や事件背景も、今までのシリーズとは違った人間らしい醜いものが多く、ブラックユーモアを交えた風刺色の強い作風となっている。
一は37歳になり、PR会社「音羽ブラックPR社」に勤務するサラリーマンになっている。部下の葉山まりんが新ヒロインとして登場している。美雪は「イブニング」では一とのSNSのやり取りのみで未登場であったが、「コミックDAYS」へ移籍後の97話から登場している。また、過去に玲香の婚約者が起こした殺人事件を解決してからは「もう謎は解きたくない」と思っているが、毎度のように殺人事件に巻き込まれては、まりんの誘導もあり推理をする羽目になっている。その際の決め台詞は、「謎がすべて解けちまった」。また、高遠が率いる犯罪組織『オリンポス十二神』や高遠のファンクラブとの望まない戦いも描かれている。
| 通算事件 | 事件名                        | 連載期間                      | 収録巻       | 話数   | 怪人名               | 備考                                                                                         |
| -------- | ----------------------------- | ----------------------------- | ------------ | ------ | -------------------- | -------------------------------------------------------------------------------------------- |
| 1        | 歌島リゾート殺人事件          | 2018年1月23日 - 8月28日       | KC 1 - 2巻   | 全15話 | 「第四のファントム」 | 「オペラ座館殺人事件」「オペラ座館・新たなる殺人」「オペラ座館・第三の殺人」を踏まえた続編。 |
| 2        | タワマンマダム殺人事件        | 2018年9月11日 - 2019年1月22日 | KC 2 - 4巻   | 全10話 | ー                   |                                                                                              |
| 3        | 京都美人華道家殺人事件        | 2019年2月12日 - 8月27日       | KC 4 - 5巻   | 全14話 | ー                   |                                                                                              |
| 4        | 函館異人館ホテル 新たなる殺人 | 2019年9月10日 - 2020年3月24日 | KC 5 - 7巻   | 全14話 | 「碧血鬼」           | 「異人館ホテル殺人事件」を踏まえた続編。                                                     |
| 5        | 騒霊館殺人事件                | 2020年4月14日 - 10月13日      | KC 7 - 9巻   | 全13話 | 「ポルターガイスト」 |                                                                                              |
| 6        | 綾瀬連続殺人事件              | 2020年10月27日 - 2021年6月8日 | KC 9 - 11巻  | 全16話 | ー                   |                                                                                              |
| 7        | 殺人二十面相                  | 2021年6月22日 - 2022年1月11日 | KC 11 - 13巻 | 全14話 | 「殺人二十面相」     |                                                                                              |
| 8        | 人狼ゲーム殺人事件            | 2023年4月26日 - 11月29日      | KC 14 - 16巻 | 全15話 | 「リアル人狼」       | この回より「コミックDAYS」へ移籍。                                                           |
| 9        | 首なしスキーヤー殺人事件      | 2024年1月10日 - 7月24日       | KC 16 - 17巻 | 全13話 | 「首なしスキーヤー」 |                                                                                              |
| 10       | 天空の密室殺人事件            | 2024年8月14日 - 11月27日      | KC 18巻      | 全8話  | 「ヘーパイストス」   |                                                                                              |

### 金田一パパの事件簿
『金田一37歳の事件簿』の7年後を描いた作品。2025年1月から「コミックDAYS」で連載中。
一は44歳になり、古い安マンションの一室で探偵事務所を細々と営みながら、美雪との間に生まれた長男の金田一九十九を育てている。
| 通算事件 | 事件名           | 連載期間        | 収録巻 | 話数 | 怪人名       | 備考 |
| -------- | ---------------- | --------------- | ------ | ---- | ------------ | ---- |
| 1        | 私立探偵殺人事件 | 2025年1月22日 - | KC 1 - |      | 「暗イ暗人」 |      |

## スピンオフ作品
高遠少年の事件簿
本編を担当するさとうふみやが作画を担当。一のライバルである高遠遙一を主人公に、彼が高校生時代に遭遇した事件を描いたエピソード。2013年12月から2014年3月にかけて『マンガボックス』にて公開。のちに講談社コミックスにて単行本化された。本編よりも過去の時系列ではあるが、時代設定に関しては明確に定められてはいない。
金田一少年の1泊2日小旅行
あわ箱作画。全3巻。2014年4月から2016年12月まで『マンガボックス』にて公開。過去の事件現場を再び訪ねたり、事件にまつわるパロディが展開される、ヒロインの七瀬美雪をメインに据えたシュールなブラック・コメディタッチの作品。彼女と一の関係などを描いたロマンティック・コメディの要素もある。原作では死亡したキャラクターが生存しているなどパラレル描写やキャラ崩壊、下ネタやオタクネタが多い。若干の暴力描写があるが、「人の死なないスピンオフコメディ」というキャッチコピーの通り、本編のような殺人事件は発生しない。「狐火流し殺人事件」を基にした番外編が『週刊少年マガジン』本誌に掲載されたが、単行本には未収録である。
明智警部の事件簿
佐藤友生作画。全5巻。『マガジンSPECIAL』2014年6月号から2016年9月号まで連載。所轄署に配属されていた警部時代の明智健悟を主人公としたエピソード。本編とは異なり、怪人名が存在せず、閉鎖空間での殺人（所謂クローズド・サークル）を扱っておらず、警察内部の深い闇が本格的に取り上げられており、明智と本作のオリジナルキャラクターで準主人公の小林竜太郎の深い友情と別れを描いている。最終回のラストシーンは、本編における明智初登場回である「雪夜叉伝説殺人事件」へと繋がる形で終わっている。また、対象読者である女性を意識しており、本編に頻繁に登場した下ネタや女性キャラのお色気シーンは一切描かれていない。明智と小林の日常を描いた4コマが『マガジンSPECIAL』、本編の絵柄を担当したさとうふみやと本作の絵柄やストーリーを担当した佐藤友生による合作漫画が『週刊少年マガジン』本誌に掲載されたが、単行本には未収録である。
『金田一少年の事件簿R』内でアニメ化した際、キャラクターデザインはさとうふみやの絵柄に準拠しつつ、髪型などのディテールを佐藤友生のキャラクターデザインに合わせている。
金田一少年の事件簿外伝 犯人たちの事件簿
船津紳平作画。2017年7月から2020年3月までマンガアプリ『マガジンポケット』限定コンテンツとして公開。本編のエピソードを犯人視点から描いた作品で、エピソードのラストはインタビュアーに対して敗因を語り、「○○のような犯人だったら勝てるかもしれません」という旨の台詞で締め、これが次作の予告も兼ねている。最終回は高遠を除くこれまで登場した犯人が全員登場し、本編の宣伝で締めくくられた。
作風はギャグタッチとなっており、本編連載当時に存在していなかった事象や楽屋オチ、レギュラー陣の言動や本編の粗に対するツッコミ、メタフィクションのネタが多く使われており、犯人が中年女性の場合はなぜかシャワーシーンが登場する。逆に、陰惨なシーンや露骨な下ネタはほとんど描かれていない。また、原作の感動やシリアスさを尊重して犯人の動機に関する部分は極力カットされている。作画も連載当時のさとうふみやの画風に似せたものにしており、単行本版では「外伝煩悩シアター」という4コマ漫画も掲載されている。
当初は3エピソード程度（単行本1巻分）で終了する予定だったが、連載開始直後からTwitterで話題になるなど反響は大きく 、累計発行部数は250万部（電子版含む）を突破している。原作者サイドの反応は「くだらなくて良いんじゃない?」で、船津は「最高のホメ言葉」と語っている。
「秘宝島殺人事件」「氷点下15度の殺意」を基にした出張版が『週刊少年マガジン』本誌に掲載されており、それぞれ1、6巻に収録されている。また、「金田一少年の殺人」「魔術列車殺人事件」「銀幕の殺人鬼」もマガジン本誌に掲載された。完結記念に「誰が女神を殺したか?」が掲載された。
金田一少年の事件簿30周年を記念して2022年3月より『マガポケ』（マガジンポケットよりサイト名改名）において「単行本一冊分だけ復活」と告知された。
きんにゃいち少年の事件簿
佐藤友生作画。『イブニング』2022年2号から2023年6号まで連載。猫になった金田一たちを描くコメディタッチのスピンオフ4コマ漫画作品。本編でよくあることを取り上げつつ、『金田一少年の1泊2日小旅行』同様、本編における殺人事件は一切扱わない。これまで登場した準レギュラーやゲストキャラクターも登場している。

## 小説版
著者は原作者でもある天樹征丸。講談社マガジンノベルスより刊行。
マガジンノベルス版、講談社文庫版（第1巻から第3巻）共に長らく絶版が続いていたが、「オペラ座館・新たなる殺人」「鬼火島殺人事件」は2005年にマガジンノベルスより、「幽霊客船殺人事件」「電脳山荘殺人事件」は2004年に講談社ノベルスよりそれぞれ復刊された。2012年から2013年にかけて講談社漫画文庫より全作復刊された。累計発行部数は500万部を突破している。
小説版の登場人物が漫画に登場することもあり、小説版を読まないと理解できないネタが登場する場合もある。
「上海魚人伝説殺人事件」「幽霊客船殺人事件」「鬼火島殺人事件」の3作品が実写化された他、アニメ版では「邪宗館殺人事件」を除く全作品が映像化されている。
2018年1月より、青い鳥文庫よりスピンオフ作品『金田一くんの冒険』が刊行された。小学校六年生時代の金田一が主人公の児童文学で、約17年ぶりの小説化となる。本編と異なり、殺人事件が発生せず、金田一が遭遇したトラブルを解決するものとなっている。
2022年5月、6月に原作30周年とドラマ化(第5期)を記念して、講談社KK文庫より、原作漫画「オペラ座館殺人事件」と「学園七不思議殺人事件」のノベライズが刊行された。著者は浜崎達也。
長編
| 巻 | 事件名                   | 発行          | 怪人名                             | アニメ化         | 実写化     | 備考 |
| -- | ------------------------ | ------------- | ---------------------------------- | ---------------- | ---------- | --- |
| 1  | オペラ座館・新たなる殺人 | 1994年9月22日 | 「ファントム」                     | 〇(劇場版)       |            | アニメ映画第1作の原作小説。漫画版「オペラ座館殺人事件」を踏まえた続編。 |
| 2  | 幽霊客船殺人事件         | 1995年4月17日 | 「幽霊船長(ゴースト・キャプテン)」 | 〇(無印)         | 〇(2代目)  | 漫画版「悲恋湖伝説殺人事件」を踏まえたエピソード。 |
| 3  | 電脳山荘殺人事件         | 1996年4月15日 | 「トロイの木馬」                   | 〇(無印)         |            | |
| 4  | 鬼火島殺人事件           | 1997年5月20日 | 「午前零時の悪霊」                 | 〇(無印)         | 〇(4代目)  | |
| 5  | 上海魚人伝説殺人事件     | 1997年11月5日 | 「魚人」                           | 〇(無印)         | 〇(劇場版) | 実写映画「上海魚人伝説」の原作小説。金田一シリーズ初の海外が舞台となる事件。 |
| 6  | 雷祭殺人事件             | 1998年6月24日 | ー                                 | 〇(無印)         |            | |
| 7  | 殺戮のディープブルー     | 1999年7月26日 | 「キング・シーサー」               | 〇(劇場版、無印) |            | ノベルス版で唯一の上下巻構成の大長編。アニメ映画第2作の原作小説であるが、劇場版とはストーリー・犯人・トリック全てが異なる。 劇場版とは別に、小説版を元にしたTVアニメ版も製作された。 |
| 8  | 邪宗館殺人事件           | 2001年4月20日 | 「邪宗門」                         |                  |            | |

短編
| 事件名                     | 収録巻                               | 怪人名           | アニメ化 | 実写化 | 備考                                                                                            |
| -------------------------- | ------------------------------------ | ---------------- | -------- | ------ | ----------------------------------------------------------------------------------------------- |
| 共犯者X                    | KCDX 短編集第1巻「金田一少年の挑戦」 | 「X」            | 〇(無印) |        | ノベルス「雷祭殺人事件」に併録された。                                                          |
| 迷い込んできた悪魔(デモン) | KCDX 短編集第2巻「金田一少年の推理」 | 「殺人鬼デモン」 | 〇(無印) |        | ノベルス「雷祭殺人事件」に併録された。                                                          |
| 金田一少年の悪夢           | KCDX 短編集第3巻「金田一少年の冒険」 | ー               | 〇(無印) |        |                                                                                                 |
| 旅の途中                   | 金田一少年の全事件簿                 | ー               |          |        | 『探偵学園Q』特設サイトにて限定公開され、後にガイドブック『金田一少年の全事件簿』に掲載された。 |

金田一くんの冒険
| 巻 | 事件名           | 発行          |
| -- | ---------------- | ------------- |
| 1  | からす島の怪事件 | 2018年1月15日 |
| 2  | どくろ桜の呪い   | 2018年6月7日  |

## 書誌情報
既刊は本編が累計74巻、短編集が全6巻、37歳の事件簿が全18巻、パパの事件簿が1巻、スピンオフ作品群が累計21巻（以下参照）。なお、Short FileシリーズとAkechi FileシリーズはKCデラックス版に収録され、Case3下巻の「殺意の四重奏」を除きコミックス版には収録されていない。

### 金田一少年の事件簿（本編）
- 金成陽三郎→天樹征丸（原作） / さとうふみや（作画） 『金田一少年の事件簿』 講談社〈講談社コミックス[16]〉 / 〈イブニングKC[17]〉、既刊74巻（2023年4月21日現在）
FILEシリーズ
  1. 1993年2月10日発売[18]、ISBN 4-06-311874-6
  2. 1993年4月15日発売[19]、ISBN 4-06-311895-9
  3. 1993年6月11日発売[20]、ISBN 4-06-311914-9
  4. 1993年9月13日発売[21]、ISBN 4-06-311941-6
  5. 1993年11月8日発売[22]、ISBN 4-06-311960-2
  6. 1994年2月15日発売[23]、ISBN 4-06-311990-4
  7. 1994年4月14日発売[24]、ISBN 4-06-312009-0
  8. 1994年7月11日発売[25]、ISBN 4-06-312036-8
  9. 1994年9月8日発売[26]、ISBN 4-06-312052-X
  10. 1994年12月12日発売[27]、ISBN 4-06-312083-X
  11. 1995年2月10日発売[28]、ISBN 4-06-312106-2
  12. 1995年4月10日発売[29]、ISBN 4-06-312125-9
  13. 1995年7月12日発売[30]、ISBN 4-06-312157-7
  14. 1995年9月12日発売[31]、ISBN 4-06-312177-1
  15. 1995年12月7日発売[32]、ISBN 4-06-312211-5
  16. 1996年2月14日発売[33]、ISBN 4-06-312233-6
  17. 1996年4月15日発売[34]、ISBN 4-06-312258-1
  18. 1996年6月14日発売[35]、ISBN 4-06-312281-6
  19. 1996年7月15日発売[36]、ISBN 4-06-312291-3
  20. 1996年8月9日発売[37]、ISBN 4-06-312304-9
  21. 1996年11月13日発売[38]、ISBN 4-06-312336-7
  22. 1997年1月14日発売[39]、ISBN 4-06-312363-4
  23. 1997年3月14日発売[40]、ISBN 4-06-312383-9
  24. 1997年5月14日発売[41]、ISBN 4-06-312406-1
  25. 1997年7月15日発売[42]、ISBN 4-06-312431-2
  26. 1997年10月15日発売[43]、ISBN 4-06-312462-2
  27. 1997年12月13日発売[44]、ISBN 4-06-312488-6

Caseシリーズ
  1. 「Case1 魔犬の森の殺人」1998年5月13日発売[45]、ISBN 4-06-312551-3
  2. 「Case2 銀幕の殺人鬼」1998年10月14日発売[46]、ISBN 4-06-312612-9
  3. 「Case3 天草財宝伝説殺人事件（上）」1999年2月15日発売[47]、ISBN 4-06-312659-5
  4. 「Case3 天草財宝伝説殺人事件（下）」1999年3月15日発売[48]、ISBN 4-06-312669-2
  5. 「Case4 雪影村殺人事件」1999年8月10日発売[49]、ISBN 4-06-312730-3
  6. 「Case5 露西亜人形殺人事件（上）」2000年3月14日発売[50]、ISBN 4-06-312814-8
  7. 「Case5 露西亜人形殺人事件（下）」2000年4月12日発売[51]、ISBN 4-06-312488-6
  8. 「Case6 怪奇サーカスの殺人」2000年7月14日発売[52]、ISBN 4-06-312858-X
  9. 「Case7 金田一少年の決死行（上）」2001年2月14日発売[53]、ISBN 4-06-312934-9
  10. 「Case7 金田一少年の決死行（下）」2001年2月13日発売[54]、ISBN 4-06-312935-7

第II期新シリーズ
  1. 「吸血鬼伝説殺人事件」2004年12月16日発売[55]、ISBN 4-06-363468-X
  2. 「オペラ座館・第三の殺人（上）」2006年3月16日発売[56]、ISBN 4-06-363648-8
  3. 「オペラ座館・第三の殺人（下）」2006年3月16日[57]、ISBN 4-06-363649-6
  4. 「獄門塾殺人事件（上）」2006年11月17日発売[58]、ISBN 4-06-312935-7
  5. 「獄門塾殺人事件（下）」2006年11月17日発売[59]、ISBN 4-06-363756-5
  6. 「雪霊伝説殺人事件（上）」2007年7月17日[60]、ISBN 978-4-06-363860-8
  7. 「雪霊伝説殺人事件（下）」2007年7月17日発売[61]、ISBN 978-4-06-363861-5
  8. 「黒魔術殺人事件」2008年8月12日発売[62]、ISBN 978-4-06-384031-5
  9. 「血溜之間殺人事件 不動高校学園祭殺人事件」2008年8月12日発売[63]、ISBN 978-4-06-384032-2
  10. 「剣持警部の殺人（上）」2009年10月16日発売[64]、ISBN 978-4-06-384202-9
  11. 「剣持警部の殺人（下）」2009年10月16日発売[65]、ISBN 978-4-06-384203-6
  12. 「錬金術殺人事件（上）」2010年11月17日発売[66]、ISBN 978-4-06-384405-4
  13. 「錬金術殺人事件（下）」2010年11月17日発売[67]、ISBN 978-4-06-384406-1
  14. 「ゲームの館殺人事件」2011年8月17日発売[68]、ISBN 978-4-06-384544-0

20周年記念シリーズ
  1. 2012年6月15日発売[69]、ISBN 978-4-06-384697-3
  2. 2012年10月17日発売[70]、ISBN 978-4-06-384756-7
  3. 2012年12月17日発売[71]、ISBN 978-4-06-384790-1
    - DVD付き限定版 同日発売[72]、ISBN 978-4-06-358404-2

  4. 2013年3月15日発売[73]、ISBN 978-4-06-384830-4
    - DVD付き限定版 同日発売[74]、ISBN 978-4-06-358405-9

  5. 2013年6月17日発売[75]、ISBN 978-4-06-384883-0

R（リターンズ）
  1. 2014年3月17日発売[76]、ISBN 978-4-06-395039-7
  2. 2014年7月17日発売[77]、ISBN 978-4-06-395132-5
  3. 2014年9月17日発売[78]、ISBN 978-4-06-395199-8
  4. 2014年12月17日発売[79]、ISBN 978-4-06-395271-1
  5. 2015年4月17日発売[80]、ISBN 978-4-06-395369-5
  6. 2015年7月17日発売[81]、ISBN 978-4-06-395420-3
  7. 2015年9月17日発売[82]、ISBN 978-4-06-395483-8
  8. 2016年1月15日発売[83]、ISBN 978-4-06-395585-9
  9. 2016年3月17日発売[84]、ISBN 978-4-06-395618-4
  10. 2016年8月17日発売[85]、ISBN 978-4-06-395740-2
  11. 2016年11月17日発売[86]、ISBN 978-4-06-395798-3
  12. 2017年4月17日発売[87]、ISBN 978-4-06-395917-8
  13. 2017年9月15日発売[88]、ISBN 978-4-06-510187-2
  14. 2017年11月17日発売[89]、ISBN 978-4-06-510396-8

金田一少年の事件簿30th
  1. 2022年5月23日発売[90]、ISBN 978-4-06-527859-8
  2. 2022年10月21日発売[91]、ISBN 978-4-06-529916-6
  3. 2023年1月23日発売[92]、ISBN 978-4-06-530478-5
  4. 2023年4月21日発売[93]、ISBN 978-4-06-531473-9

### 金田一37歳の事件簿
- 天樹征丸（原作） / さとうふみや（作画）『金田一37歳の事件簿』 講談社〈イブニングKC〉、全18巻
  1. 2018年6月15日発売[94]、ISBN 978-4-06-511687-6
    - 特装版 同日発売[95]、ISBN 978-4-06-512574-8

  2. 2018年10月23日発売[96]、ISBN 978-4-06-513363-7
    - 特装版 同日発売[97]、ISBN 978-4-06-513364-4

  3. 2019年2月22日発売[98]、ISBN 978-4-06-514734-4
    - 限定版 同日発売[99]、ISBN 978-4-06-515396-3

  4. 2019年6月21日発売[100]、ISBN 978-4-06-516176-0
    - 限定版 同日発売[101]、ISBN 978-4-06-516177-7

  5. 2019年10月23日発売[102]、ISBN 978-4-06-517334-3
    - 特装版 同日発売[103]、ISBN 978-4-06-517333-6

  6. 2020年3月23日[104]、ISBN 978-4-06-518575-9
  7. 2020年6月23日発売[105]、ISBN 978-4-06-519906-0
  8. 2020年10月23日発売[106]、ISBN 978-4-06-520851-9
  9. 2021年4月23日発売[107]、ISBN 978-4-06-522598-1
  10. 2021年6月23日発売[108]、ISBN 978-4-06-524043-4
  11. 2021年10月21日発売[109]、ISBN 978-4-06-525068-6
  12. 2022年4月21日発売[110]、ISBN 978-4-06-527016-5
  13. 2022年6月22日発売[111]、ISBN 978-4-06-528094-2
  14. 2023年9月22日発売[112]、ISBN 978-4-06-532836-1
  15. 2024年1月23日発売[113]、ISBN 978-4-06-534295-4
  16. 2024年6月21日発売[114]、ISBN 978-4-06-535843-6
  17. 2024年10月22日発売[115]、ISBN 978-4-06-537029-2
  18. 2025年1月22日発売[116]、ISBN 978-4-06-537698-0

### 金田一パパの事件簿
- 天樹征丸（原作） / さとうふみや（作画）『金田一パパの事件簿』 講談社〈モーニングKC〉、既刊1巻
  1. 2025年6月11日発売[117]、ISBN 978-4-06-539822-7

### スピンオフ作品
- 天樹征丸（原作） / さとうふみや（作画）『高遠少年の事件簿』 講談社〈講談社コミックス〉、全1巻
  1. 2014年5月9日発売[118]、ISBN 978-4-06-395074-8
- 天樹征丸・さとうふみや（原作） / あわ箱（作画）『金田一少年の1泊2日小旅行』 講談社〈講談社コミックス〉、全3巻
  1. 2014年9月17日発売[119]、ISBN 978-4-06-395120-2
  2. 2016年1月15日発売[120]、ISBN 978-4-06-395589-7
  3. 2016年12月9日発売[121]、ISBN 978-4-06-395817-1
- 天樹征丸・さとうふみや（原作） / 佐藤友生（作画）『明智警部の事件簿』 講談社〈講談社コミックス〉、全5巻
  1. 2014年12月17日発売[122]、ISBN 978-4-06-395273-5
  2. 2015年4月17日発売[123]、ISBN 978-4-06-395374-9
  3. 2015年9月17日発売[124]、ISBN 978-4-06-395492-0
  4. 2016年3月17日発売[125]、ISBN 978-4-06-395630-6
  5. 2016年11月17日発売[126]、ISBN 978-4-06-395741-9
- 天樹征丸・金成陽三郎・さとうふみや（原作） / 船津紳平（作画）『金田一少年の事件簿外伝 犯人たちの事件簿』 講談社〈講談社コミックス〉、既刊11巻
  1. 2017年11月17日発売[127]、ISBN 978-4-06-510432-3
  2. 2018年2月16日発売[128]、ISBN 978-4-06-511239-7
  3. 2018年6月15日発売[129]、ISBN 978-4-06-511904-4
  4. 2018年11月16日日発売[130]、ISBN 978-4-06-513795-6
  5. 2019年3月15日発売[131]、ISBN 978-4-06-515399-4
  6. 2019年6月17日発売[132]、ISBN 978-4-06-516251-4
  7. 2019年10月17日発売[133]、ISBN 978-4-06-517208-7
  8. 2020年3月17日発売[134]、ISBN 978-4-06-519128-6
  9. 2020年5月15日発売[135]、ISBN 978-4-06-519126-2
  10. 2020年7月17日発売[136]、ISBN 978-4-06-519299-3
  11. 2022年6月16日発売[137]、ISBN 978-4-06-528425-4
- 天樹征丸・さとうふみや（原作） / 佐藤友生（作画）『きんにゃいち少年の事件簿』 講談社〈講談社コミックス〉、全1巻
  1. 2023年4月21日発売[138]、ISBN 978-4-06-530819-6

### KCデラックス版
- 天樹征丸・金成陽三郎（原作） / さとうふみや（作画）『金田一少年の事件簿 短編集』 講談社〈KCデラックス〉、全6巻
  1. 「金田一少年の挑戦」1997年11月14日発売[139]、ISBN 4-06-319872-3
  2. 「金田一少年の推理」1998年3月13日発売[140]、ISBN 4-06-319919-3
  3. 「金田一少年の冒険」1998年8月10日発売[141]、ISBN 4-06-333966-1
  4. 「金田一少年の疾走」1999年6月15日発売[142]、ISBN 4-06-334082-1
  5. 「金田一少年の対決」1999年11月15日発売[143]、ISBN 4-06-334252-2
  6. 「金田一少年の回想」2000年10月14日発売[144]、ISBN 4-06-334343-X
- 天樹征丸（原作） / さとうふみや（作画）『明智少年の華麗なる事件簿』 講談社〈KCデラックス〉、2000年2月15日発売[145]、ISBN 4-06-334280-8
- 天樹征丸（原作） / さとうふみや（作画）『明智警視の優雅なる事件簿』 講談社〈KCデラックス〉、2000年5月15日発売[146]、ISBN 4-06-334303-0
- 天樹征丸（原案） / 金成陽三郎（脚本） / さとうふみや（作画）『金田一少年の事件簿 ベストセレクション』 講談社〈KCデラックス〉、全7巻
  1. 「金田一少年の殺人」2000年9月4日発売[147]、ISBN 4-06-334335-9
  2. 「魔術列車殺人事件」2000年9月4日発売[148]、ISBN 4-06-334336-7
  3. 「蝋人形城殺人事件」2000年9月4日発売[149]、ISBN 4-06-334337-5
  4. 「怪盗紳士の殺人」2000年10月14日発売[150]、ISBN 4-06-334341-3
  5. 「タロット山荘殺人事件」2000年10月14日発売[151]、ISBN 4-06-334342-1
  6. 「黒死蝶殺人事件」2000年11月14日発売[152]、ISBN 4-06-334356-1
  7. 「飛騨からくり屋敷殺人事件」2000年11月14日発売[153]、ISBN 4-06-334357-X
- 天樹征丸・金成陽三郎（原作） / さとうふみや（作画）『極厚愛蔵版 金田一少年の事件簿』 講談社〈KCデラックス〉、全14巻
  1. 2008年9月17日[154]、ISBN 978-4-06-375558-9
  2. 2008年10月17日[155]、ISBN 978-4-06-375578-7
  3. 2008年11月17日[156]、ISBN 978-4-06-375602-9
  4. 2008年12月17日[157]、ISBN 978-4-06-375616-6
  5. 2009年1月16日[158]、ISBN 978-4-06-375637-1
  6. 2009年2月17日[159]、ISBN 978-4-06-375658-6
  7. 2009年3月17日[160]、ISBN 978-4-06-375675-3
  8. 2009年4月17日[161]、ISBN 978-4-06-375694-4
  9. 2009年5月15日[162]、ISBN 978-4-06-375719-4
  10. 2009年6月17日[163]、ISBN 978-4-06-375731-6
  11. 2009年7月17日[164]、ISBN 978-4-06-375749-1
  12. 2009年8月17日[165]、ISBN 978-4-06-375778-1
  13. 2009年9月17日[166]、ISBN 978-4-06-375793-4
  14. 2009年10月16日[167]、ISBN 978-4-06-375812-2

### 講談社漫画文庫版
2004年 - 2005年（第I期）、及び2012年 - （第II期、小説版）。既刊は短編集、特別編、小説を含め累計49巻。内容は単行本版と同一だが、各巻一事件ずつにまとめ直されている（短編集を除く）。また、FILEシリーズとCaseシリーズが合わせた形で連番となり、上記Case1がFile20……Case7がFile26となっている。第II期はFile27以降として刊行されている。さらに各File毎に固有のロゴが使用されている。
- 天樹征丸・金成陽三郎（原作） / さとうふみや（作画）『金田一少年の事件簿』 講談社〈講談社漫画文庫〉、既刊49巻（2014年7月11日現在）
本編
  1. 「File1 オペラ座館殺人事件」2004年8月4日発売[168]、ISBN 4-06-360773-9
  2. 「File2 異人館村殺人事件」2004年8月4日発売[169]、ISBN 4-06-360774-7
  3. 「File3 雪夜叉伝説殺人事件」2004年8月4日発売[170]、ISBN 4-06-360775-5
  4. 「File4 学園七不思議殺人事件」2004年8月4日発売[171]、ISBN 4-06-360776-3
  5. 「File5 秘宝島殺人事件」2004年9月11日発売[172]、ISBN 4-06-360793-3
  6. 「File6 悲恋湖伝説殺人事件」2004年9月11日発売[173]、ISBN 4-06-360794-1
  7. 「File7 異人館ホテル殺人事件」2004年10月8日発売[174]、ISBN 4-06-360809-3
  8. 「File8 首吊り学園殺人事件」2004年10月8日発売[175]、ISBN 4-06-360810-7
  9. 「File9 飛騨からくり屋敷殺人事件」2004年11月12日発売[176]、ISBN 4-06-360830-1
  10. 「File10 金田一少年の殺人」2004年11月12日発売[177]、ISBN 4-06-360831-X
  11. 「File11 タロット山荘殺人事件」2004年12月10日発売[178]、ISBN 4-06-360848-4
  12. 「File12 蝋人形城殺人事件」2004年12月10日発売[179]、ISBN 4-06-360849-2
  13. 「File13 怪盗紳士の殺人」2005年1月12日発売[180]、ISBN 4-06-360872-7
  14. 「File14 墓場島殺人事件」2005年1月12日発売[181]、ISBN 4-06-360873-5
  15. 「File15 魔術列車殺人事件」2005年2月10日発売[182]、ISBN 4-06-360885-9
  16. 「File16 黒死蝶殺人事件」2005年2月10日発売[183]、ISBN 4-06-360886-7
  17. 「File17 仏蘭西銀貨殺人事件」2005年3月11日発売[184]、ISBN 4-06-360896-4
  18. 「File18 魔神遺跡殺人事件」2005年3月11日発売[185]、ISBN 4-06-360897-2
  19. 「File19 速水玲香誘拐殺人事件」2005年4月12日発売[186]、ISBN 4-06-360912-X
  20. 「File20 魔犬の森の殺人」2005年4月12日発売[187]、ISBN 4-06-360913-8
  21. 「File21 銀幕の殺人鬼」2005年5月12日発売[188]、ISBN 4-06-360919-7
  22. 「File22 天草財宝伝説殺人事件」2005年6月10日発売[189]、ISBN 4-06-360933-2
  23. 「File23 雪影村殺人事件」2005年7月12日発売[190]、ISBN 4-06-360944-8
  24. 「File24 露西亜人形殺人事件」2005年8月10日発売[191]、ISBN 4-06-360955-3
  25. 「File25 怪奇サーカスの殺人」2005年9月9日発売[192]、ISBN 4-06-360965-0
  26. 「File26 金田一少年の決死行」2005年10月12日発売[193]、ISBN 4-06-360973-1
  27. 「File27 吸血鬼（ヴァンパイア）伝説殺人事件」2012年1月12日発売[194]、ISBN 978-4-06-370825-7
  28. 「File28 オペラ座館・第三の殺人」2012年2月10日発売[195]、ISBN 978-4-06-370829-5
  29. 「File29 獄門塾殺人事件」2012年3月9日発売[196]、ISBN 978-4-06-370838-7
  30. 「File30 雪霊伝説殺人事件」2012年4月12日発売[197]、ISBN 978-4-06-370842-4
  31. 「File31 黒魔術殺人事件」2012年5月11日発売[198]、ISBN 978-4-06-370844-8
  32. 「File32 剣持警部の殺人」2014年5月9日発売[199]、ISBN 978-4-06-384992-9
  33. 「File33 錬金術殺人事件」2014年6月12日発売[200]、ISBN 978-4-06-384993-6
  34. 「File34 ゲームの館殺人事件」2014年7月11日発売[201]、ISBN 978-4-06-384994-3

短編集
  1. 「短編集1 氷点下15度の殺意」2005年6月10日発売[202]、ISBN 4-06-360934-0
  2. 「短編集2 鏡迷宮の殺人」2005年7月12日発売[203]、ISBN 4-06-360945-6
  3. 「短編集3 殺人レストラン」2005年8月10日発売[204]、ISBN 4-06-360956-1
  4. 「短編集4 怪盗紳士からの挑戦状」2005年9月9日発売[205]、ISBN 4-06-360966-9
  5. 「短編集5 血溜之間殺人事件」2012年6月12日発売[206]、ISBN 978-4-06-370845-5

特別編
  1. 「特別編 明智少年の華麗なる事件簿」2005年5月12日発売[207]、ISBN 4-06-360920-0
  2. 「特別編 明智警視の優雅なる事件簿」2005年10月12日発売[208]、ISBN 4-06-370845-4

小説
  1. 「小説1 オペラ座館・新たなる殺人」2012年3月9日発売[209]、ISBN 978-4-06-370839-4
  2. 「小説2 幽霊客船殺人事件」2012年6月12日発売[210]、ISBN 978-4-06-370846-2
  3. 「小説3 電脳山荘殺人事件」2012年9月12日発売[211]、ISBN 978-4-06-370887-5
  4. 「小説4 鬼火島殺人事件」2012年12月12日発売[212]、ISBN 978-4-06-370894-3
  5. 「小説5 上海魚人伝説殺人事件」2013年1月11日発売[213]、ISBN 978-4-06-370899-8
  6. 「小説6 雷祭殺人事件」2013年2月8日発売[214]、ISBN 978-4-06-370906-3
  7. 「小説7 殺戮のディープブルー」2013年3月12日発売[215]、ISBN 978-4-06-370908-7
  8. 「小説8 邪宗館殺人事件」2013年4月12日発売[216]、ISBN 978-4-06-370914-8

### 講談社青い鳥文庫
- 金田一くんの冒険 (1) からす島の怪事件 ISBN 978-4-06-285679-9
- 金田一くんの冒険 (2) どくろ桜の呪い ISBN 978-4-06-511749-1

### 関連書籍
- 週刊少年マガジン・『金田一少年の事件簿』制作スタッフ（編集）『金田一少年の事件簿 公式ガイドブック』1995年8月22日発売[217]、ISBN 4-06-319611-9
- 週刊少年マガジン・公式ガイドブック制作スタッフ（編集）『金田一少年の事件簿 公式ガイドブック（2）』1996年5月21日発売[218]、ISBN 4-06-319701-8
- 週刊少年マガジン編集部・公式ガイドブック制作スタッフ（編集）『公式ガイドブック（3） 全事件トリック完全攻略作戦』1997年1月6日発売[219]、ISBN 4-06-319611-9
- 天樹征丸・金成陽三郎（原作） / さとうふみや（作画）『金田一少年の事件簿 公式ガイドブック ファイナル ラストエピソード』 講談社〈KCデラックス〉、2001年2月14日発売[220]、ISBN 4-06-334382-0
- 天樹征丸・さとうふみや・週刊少年マガジン編集部（監修）『金田一少年の全事件簿』 講談社〈KCデラックス〉、2006年3月17日発売[221]、ISBN 4-06-372132-9
- 天樹征丸（原作） / さとうふみや（作画）『金田一少年の推理クイズ 難事件に挑戦せよ!』 講談社〈KCデラックス〉、2006年11月17日発売[222]、ISBN 4-06-372225-2
- 天樹征丸（原作） / さとうふみや（作画）『金田一少年の推理クイズ 真犯人を見つけだせ!』 講談社〈KCデラックス〉、2009年10月16日発売[223]、ISBN 978-4-06-375810-8
- 天樹征丸（原作） / さとうふみや（作画）『金田一37歳の事件簿 公式ガイドブック トリック詳細解説&「金田一少年」プレイバック付き』 講談社〈KCデラックス〉、2021年10月21日発売[224]、ISBN 978-4-06-524235-3

## テレビドラマ
日本テレビ系で放送されているテレビドラマシリーズ。主演の一役のキャストはいずれもジャニーズ事務所所属タレントが担当しており、初代は堂本剛（1995年 - 97年）、二代目は松本潤（2001年）、三代目は亀梨和也（2005年）、四代目は山田涼介（2013 - 14年）、五代目は道枝駿佑（2022年）。2014年連続シリーズのタイトルは『金田一少年の事件簿N（neo）』。特に堂本剛主演の第1・2シリーズ（初代金田一）は当時高視聴率を記録し、1997年には映画化されるほどの人気を誇り、堂本のみならず演出を担当した堤幸彦の出世作ともなった。

## アニメ
1996年に最初の劇場アニメが公開された。その後テレビアニメシリーズが日本テレビ系列で1997年から2000年まで放送され、テレビドラマと同様に高視聴率を記録した。その後、2007年には2週間にわたってアニメSPが放送され、2012年、2013年にはOAD化もされた。2014年から、『金田一少年の事件簿R（リターンズ）』として14年ぶりに再びテレビアニメ化された。全てよみうりテレビ（ytv）、東映アニメーション製作。

## ラジオドラマ
NHKラジオ第1にて2014年から2017年にかけて不定期に謎はすべて解けた!樹林伸の推理クイズとしてリスナー参加型クイズ兼ラジオドラマを放送した。声優はテレビアニメ版での声優陣を起用している。

## ZOOMドラマ
原作者、天樹征丸企画・脚本のZOOMドラマ。タイトルは『STAY HOME殺人事件』。一と美雪は原作の漫画のコマを流用しアニメでの声優陣が声を当て、スタジオ収録は行われず、キャストがそれぞれの家でZOOM越しに演技を行う形で作られた。前後編の二部構成で、前編の問題編はYOUTUBEで無料配信、後編の解決編はツイキャストプレミアムで有料配信となっている。

## ゲーム

### ゲームソフト
7本のゲームが発売されている。PlayStation版の明智健悟とDS版（全員）を除き、声優はアニメ版とは異なる。また、SCRAPからリアル脱出ゲームとして開催された。
悲報島 新たなる惨劇 - 1996年11月29日発売、Windows（システムソフト）、PlayStation（講談社）
オリジナルストーリー、シナリオ / 沢村光彦、檜木田正史
キャスト / 金田一一 - 岩永哲哉 / 七瀬美雪 - 宮村優子 / 剣持勇 - 高橋功 / いつき陽介、遠藤信、竹内灯妙 - 二又一成 / クリス・アインシュタイン、葉月マサキ、葉月マユキ - ならはしみき / 三村翔子、相田ヨネ - 山田美穂 / 東堂小百合、栗原真奈美 - 手塚ちはる / 葉月マユラ - 天野由梨 / 木暮条一郎、葉月光定、ニセマサキ（佐藤治）
星見島 悲しみの復讐鬼 - 1998年1月15日発売。セガサターン（ハドソン、講談社）
プレイヤーキャラクターは、一では無く、犯人側となり、完全犯罪を目指すという珍しい作品（一に見破られるなど失敗するとバッドエンドとなり、原作登場の怪人系の犯罪者よりアドバイスを受けられる）。
キャスト / 桂木なお・直木桂一 - 緒方恵美 / 阿佐桐卓也 - 置鮎龍太郎 / 金田一一 - 草尾毅 / 七瀬美雪 - 飯塚雅弓 / 剣持勇 - 土師孝也 / いつき陽介 - 藤原啓治 / 明智健悟 - 子安武人 / 速水玲香 - 倉田雅世 / 立花麻衣 - 金月真美 / 渚ちはる - 鈴木史華 / 立花由布 - 豊嶋真千子 / 立花華江 - さとうあい / 高木ちえ - 片岡富枝 / 大山孝志 - 三木眞一郎 / 竹村正彦 - 高戸靖広 / 久堂明子 - 根谷美智子 / 大山良介 - 鈴木淳 / 沢沼研 - 関智一 / 矢追つとむ - 肥後誠 / 阿佐桐剛 - 立木文彦 / 岡田淳子 - 兵藤まこ / 辰巳哲 - 大友龍三郎 / 辰巳伸也・角野幸夫 - 上田祐司 / 久堂進 - 坂口哲夫 / 立花光一 - 清川元夢 / 大山征二・司会者 - 泉尚摯 / 支配人・船員 - 高木渉 / チーフ - 石井康嗣 / 船長 - 鈴木泰明
地獄遊園殺人事件 - 1998年3月26日発売。PlayStation（講談社）
オリジナルストーリー、シナリオ / 沢村光彦、檜木田正史
キャスト / 金田一一 - 岩永哲哉 / 七瀬美雪 - 宮村優子 / 剣持勇 - 高橋功 / 明智健悟 - 森川智之 / 佐木竜二 - 結城比呂 / 大門房枝 - 潘恵子 / 進身昌子 - 松井菜桜子 / 佐藤ハル - 青木和代 / 山瀬実里 - 三石琴乃 / 湯森真輝 - 笠原弘子 / 菅野千尋 - かないみか / 藤原弓彦 - 子安武人 / 哀川笑美 - 浅田葉子 / 皆本火世 - 荒木香恵 / 薗部晴香 - 幸田磨衣子 / 役柄不明 - 安達成彦 / クレジット未掲載：久我潤子 - 蒼井美幸 / 白石幸子（左近雅） - 草地章江
電撃PlayStationDPSソフトレビューでは65、70の135点。レビュアーのうち1人はAVGでは珍しいリアルタイム制のおかげで自由度が高い、とった行動によってその後の展開に影響するアイデアが面白い、だがそれゆえイベント発生するまで待つ必要があってマップがかなり広くて移動に時間がかかる、グラフィックがよくストーリーにも惹かれるが後一歩練り込み不足だとし、もう1人はメインキャストの声優陣は明智以外アニメと別人なため放送を見ているファンには残念だがアニメーションは綺麗で現場検証や手がかりをつかんでトリックを見破るのにハマる、とった行動によってその後の展開に影響するのは楽しめるとした。
青龍伝説殺人事件 - 1999年8月5日発売、PlayStation（講談社）
キャスト / 金田一一 - 岩永哲哉 / 七瀬美雪 - 宮村優子 / 剣持勇 - 大塚明夫 / 明智健悟 - 森川智之 / 北条理恵 - 山崎和佳奈 / 北川マリ（南川真利子）、中山佐織 - 川上とも子 / 城山昇 - 遠藤純一 / 星山博、加瀬雄二 - 小島敏彦 / 田中博道、羽田健太 - 田中正彦 / 南川泰三、木村伸二（岡村英次） - 島香裕 / 真田孝一（亀井喜一） - 緑川光 / 相原ふさ子、三野弥生 - 渡辺美佐 / 村井敏行、丹後四郎 - 室園丈裕 / 篠原金造 - 小山武宏 / 市川政雄 - 村井厚之 / 森山雅子 - 川崎恵理子 / 野口隆司、船長 - 福田信昭 / 野口京子、石塚妙子、加瀬敏子 - 沢海陽子 / 野口隆一郎、松崎喜代子 - 柊美冬 / 武笠行男 - 松岡文雄 / 大森芳樹、中山仲男 - 木村雅史
10年目の招待状 - 2000年12月16日発売。ゲームボーイカラー（バンプレスト）。
名探偵コナン&金田一少年の事件簿 めぐりあう2人の名探偵 - 2009年2月4日発売。ニンテンドーDS（バンダイナムコゲームス）。
金田一少年の事件簿 悪魔の殺人航海 - 2009年9月17日発売。ニンテンドーDS（クリエイティヴ・コア）※年齢指定は「B」（12歳以上）。
キャスト / 金田一一 - 松野太紀 / 七瀬美雪 - 中川亜紀子 / 金田一二三 - 池澤春菜

### モバイルゲーム
ケータイサイト・講談社i  にてアドベンチャーゲーム、ノベルゲーム、カルトクイズ、ミニゲームのアプリがダウンロード販売されていた（会員）。2013年7月31日でサービス終了。開発はアルティ。
アドベンチャーゲーム
雪夜叉伝説殺人事件、悲恋湖伝説殺人事件、飛騨からくり屋敷殺人事件、首吊り学園殺人事件、異人館ホテル殺人事件、墓場島殺人事件、怪盗紳士の殺人、学園七不思議殺人事件、オペラ座館殺人事件-本編-、魔術列車殺人事件、露西亜人形殺人事件、ほか
ノベルゲーム、カルトクイズ、ミニゲーム
誰が女神を殺したか?、殺人ポーカー、明智少年 最初の事件、錬金術殺人事件、ブレイントレーニング
金田一少年の事件簿（2010年12月21日配信開始）ドリコム
GREEにて配信。アイテム課金制。ソーシャルゲーム。
脱出ゲーム　金田一少年の事件簿R　謎解遊戯殺人事件vs地獄の傀儡師（2015年3月9日配信開始）サイバード
App Storeとauスマートパス専用。後述のリアル謎解きゲームのゲームアプリ化。

### 体感型ゲーム
リアル脱出ゲーム （SCRAP）
2012年11月より東京原宿にある常設スタジオの原宿ヒミツキチオブスクラップにて『リアル脱出ゲーム×金田一少年の事件簿 〜からくり館からの脱出・殺人ゲームの謎を解け!〜』が開催され、東京での開催期間中に全国各地を巡回した。参加者は重要な手がかりを入手後犯人の罠にかかりからくり館に閉じ込められ殺人予告宣告がある最中、様々な謎を解きながら1時間以内にからくり館から脱出することがクリア条件。
リアル捜査&推理ゲーム（あそびファクトリー）
2014年6月9日より阿佐ヶ谷アニメストリートにて『金田一少年の事件簿R リアル事件現場捜査ゲーム File1：阿佐ヶ谷アニメストリート ～自殺した被害者事件～』が開催された。会場にて販売される捜査資料や展示されている事件現場、各店舗や阿佐ヶ谷アニメストリート周辺の情報を集めて真相を導き出すのが目的。好評につき7月末まで延長された。
リアル謎解きゲーム（あそびファクトリー）
2014年7月26日・27日にJ-SQUAREにて『金田一少年の事件簿R リアル謎解きゲーム 謎解遊戯殺人事件～vs.地獄の傀儡師～』が開催され、2014年8月30日・31日と2015年12月13日に同会場で再演を行った。2014年11月8日・9日に大阪のツイン21MIDタワーにて、2015年9月21日～23日に大阪の読売テレビ本社ホールにて再演を行った。2016年には仙台公演を予定している。イベント参加者は、「金田一少年の事件簿R」の世界観のなか、同作品の登場人物である"地獄の傀儡師"こと高遠遙一から提示される難題を6人1組でクリアしていく。
2014年11月29日より12月14日まで東京代官山にあるイベントホールのシアターサイバードにて『金田一少年の事件簿R リアル謎解きゲーム第2弾 寒獄山荘殺人事件』が開催されたのを皮切りに、2015年1月31日より2月22日まで東映太秦映画村にて、2015年5月2日より4日まで愛知名古屋の栄ガスビル栄ガスホールにて同内容が開催された。当日集まった来場者数人で1チームを作り、とある雪山の山荘を舞台に設定されたその場で提示される“ある目的”のために数々の謎を解き、最終的な解答を導いていく。
2015年8月29日・30日と10月12日にJ-SQUAREにて『金田一少年の事件簿R リアル謎解きゲーム第3弾 魍邪ノ館殺人事件』が開催され、これを皮切りに2015年9月26日・27日に大阪ビジネスパーク円形ホールにて、11月21日・22日に福岡放送9階会議室にて、11月28日・29日に名古屋の東別院ホールにて、初の全国ツアーとして同内容が開催された。なぞともカフェ 428（シブヤ）店のオープンを記念して、第4弾・第5弾と共に再演された（一挙再演ではない）。金田一少年の事件簿Rの世界観のなか、山深くに位置する魍邪ノ館を舞台に参加者は様々な謎や暗号、ミッションを乗り越えるのが目的。
2015年12月26日・27日にJ-SQUAREにて『金田一少年の事件簿R リアル謎解きゲーム第4弾 死忌神村伝説殺人事件』が開催され、次いで2016年1月9日～11日に大阪の読売テレビ本社ホールにて、2月6日・7日に愛知名古屋の東別院ホールにて、3月26日・27日に福岡放送9階会議室にて開催された。2016年5月3日・4日にJ-SQUAREで再演も行われた。なぞともカフェ 428（シブヤ）店のオープンを記念して、第3弾・第5弾と共に再演された（一挙再演ではない）。今回の舞台は山深くの「死忌神村」という設定である。
2016年2月1日より4日にかけて第1弾〜第4弾の一挙再演が、東京原宿にある常設スタジオの原宿ヒミツキチオブスクラップにて行われた（一挙再演といっても連続して行われたというわけではなく、日毎に1作ずつの公演である）。
2016年5月21日・22日と28日・29日に大阪の読売テレビ本社ホールにて『金田一少年の事件簿R リアル謎解きゲーム第5弾 鏖金財宝殺人事件』が開催され、6月4日・5日に愛知名古屋の東別院ホールにて、6月18日・19日と7月16日・17日にJ-SQUAREにて、7月16日・17日に福岡のイベントホールのスカラエスパシオにて、8月14日には宮城仙台で開催された。なぞともカフェ 428（シブヤ）店のオープンを記念して、第3弾・第4弾と共に再演された（一挙再演ではない）。今回の舞台は絶海の孤島「鏖金島（おうごんとう）」という設定である。
番外編ともいえるリアル謎解きイベント『金田一少年の事件簿R リアル謎解きイベント 地獄の傀儡師からの挑戦状』もイオンモール秋田にて2014年12月13日から2015年1月9日まで開催され、その第2弾となる『金田一少年の事件簿R リアル謎解きイベント VS.怪盗紳士 予告状の謎を解き明かせ!』も同会場で2015年1月10日から25日まで開催された。
伊豆大島（東京都大島町）を舞台にした周遊型の謎解きゲーム『金田一少年の事件簿R×伊豆大島謎解きゲーム 伊豆踊子謎解遊戯〜地獄の傀儡師、高遠遙一からの挑戦状〜』という無料イベントも2017年7月22日〜10月1日に開催され、2018年1月18日〜3月31日にも再開催された。
大人のための謎解きイベント（タカラッシュ）
2017年7月5日より10月11日まで都営交通と京王電鉄において『金田一少年の事件簿R 呪いの手紙の秘密』が開催された。暗号を解き、手がかりのある駅を探しながら謎を解いていく、WEB連動のイベント。25周年特別コラボレーション企画。
2017年11月2日より2018年5月13日まで、神奈川県川崎市にあるアミューズメント施設ウェアハウス川崎店において、『金田一少年の事件簿R×takarush BLACK LABEL 電脳九龍城 財宝殺人事件』が開催されている。好評につき2018年7月1日まで開催期間が延長された。九龍城を再現した内装のウェアハウス川崎店で「香港九龍財宝殺人事件」のアフターストーリーを体験できるイベントとなっている。
2018年11月2日より2019年5月12日までウェアハウス川崎店において、『金田一少年の事件簿R×takarush BLACK LABEL 電脳九龍城 怨念遊戯殺人事件』が開催されている。設定としては、前述の『電脳九龍城 財宝殺人事件』の続編にあたるイベント。
2020年2月7日より7月12日までウェアハウス三橋店において、『金田一少年の事件簿R×takarush BLACK LABEL 電脳九龍城 傀儡狂騒曲殺人事件』が開催されている。2019新型コロナウイルスの影響で2020年4月8日より会場施設が臨時休業していたが、5月26日に営業再開した。施設は変わったが、ウェアハウス川崎店で開催されていた上記『電脳九龍城 財宝殺人事件』『電脳九龍城 怨念遊戯殺人事件』の2作の続編であり完結編になっている。

### マーダーミステリー
マダミスHOUSE制作で2022年にマーダーミステリー化された。
マーダーミステリー金田一少年の事件簿「宝石盗難殺人事件」「朝焼けの殺人(チュートリアルシナリオ)」
2人用 パッケージ販売
マーダーミステリー金田一少年の事件簿「夢見島殺人事件」
4人用 パッケージ販売
マーダーミステリー金田一少年の事件簿「つらら姫殺人事件」
4人用 オンライン ウズ
マーダーミステリー金田一少年の事件簿「天狼伝説殺人事件」
8人用 店舗公演

## CDブック
2本のCDブックが発売されている。いずれも後にテレビアニメ化されたが、声優はアニメ版では変更されている（悪魔組曲殺人事件の風倉百合恵役の折笠愛のみ、アニメでも同じ役を演じている）。
悪魔組曲殺人事件（1996年1月17日、講談社〈後にワンダーエンターテイメントより復刊、現在絶版〉）
ドラマ化とアニメ化がされた作品。extraCDとして、【ミセス金田一の事件簿】が同梱してある。
キャスト / 金田一一 - 関俊彦 / 七瀬美雪 - 氷上恭子 / 剣持勇 - 梅津秀行 / 御堂周一郎 - 筈見純 / 御堂優歌 - 小西寛子 / 夏岡猛彦 - 塩沢兼人 / 風倉百合恵 - 折笠愛 / マイケル・ヘンリー - 二又一成 / 紅亜理沙 - 川村万梨阿 / 椿陽造 - 小村哲生 / 車掌 - 千葉一伸
死神病院殺人事件（1997年4月21日、講談社〈後にワンダーエンターテイメントより復刊、現在絶版〉）
アニメ化の際には、トリックや真犯人など、内容が大きく変更されている。extraCDとして、【明智警視の華麗なる休日】が同梱してあり、こちらのストーリーもアニメ化されている。
キャスト / 金田一一 - 関俊彦 / 七瀬美雪 - 氷上恭子 / 剣持勇 - 梅津秀行 / 明智健悟 - 置鮎龍太郎 / 醍醐真紀 - 吉田古奈美 / 聖正映子 - 日髙のり子 / 雪室憂一 - 飛田展男 / 聖正景太郎 - 丸山詠二 / 聖正公子 - 篠原恵美 / 聖正智明 - 田中秀幸 / 高沢和子 - 神宮寺弥生 / 木根淳也 - 檜山修之 / 愛河翔子 - 高瀬あやの / 捜査員 - 岩永哲哉

## ミステリーツアー
JR西日本の企画によるミステリーツアー（但し、松山・道後温泉編はJR四国が協力）。ツアー参加者が手掛かりをもとに事件を推理する。1996年から2000年まで開催され、2001年以降は『名探偵コナン』と北陸方面のみ『探偵学園Q』にバトンタッチし終了した。参加者はミステリーツアーに対応したJR西日本（松山・道後温泉編のみJR四国）から発売される企画きっぷまたは主な旅行代理店から発売されるパッケージツアーまたはフリープランを購入し、JR西日本の主要駅の窓口でツアーキットを受け取ることが参加条件。ツアーキットの内容はシナリオブックと開催地の観光施設等が割引になるクーポンブックと応募はがきとなっていて、応募はがきに必要事項と犯人の名前と犯行に使ったトリックを記入し、JR西日本に郵送すると抽選でアニメ版で使用したセル画やゲームソフトやアニメ出演声優・テレビドラマ出演者らのサイン入り台本等のグッズセットや開催地の名産品をプレゼントした。
【金田一少年の事件簿シリーズ】
| 1 | 金田一少年の事件簿 萩・津和野ミステリーツアー     | 1996年3月14日 - 5月14日 |                          |
| 2 | 金田一少年の事件簿 岡山・倉敷ミステリーツアー     | 1996年7月13日 - 9月30日 |                          |
| 3 | 金田一少年の事件簿 金沢・和倉ミステリーツアー     | 1997年3月8日 - 6月1日   | 「嘆きの鬼伝説殺人事件」 |
| 4 | 金田一少年の事件簿 山口・津和野ミステリーツアー   | 1998年3月14日 - 5月31日 |                          |
| 5 | 金田一少年の事件簿 松江・出雲ミステリーツアー     | 1998年7月11日 - 9月27日 | 「出雲神話殺人事件」     |
| 6 | 金田一少年の事件簿 加賀温泉郷ミステリーツアー     | 1999年3月13日 - 5月31日 |                          |
| 7 | 金田一少年の事件簿 松山・道後温泉ミステリーツアー | 1999年7月17日 - 9月30日 |                          |

## パチンコ
- CR金田一少年の事件簿（2013年、Sansei R&D）
- CR金田一少年の事件簿〜地獄の傀儡師〜（2017年、Sansei R&D）

## 備考

### 容疑者リスト
各話の事件発生後から真相直前の回の冒頭に表示される事件関係者のリスト。FILE1からFILE4までは死亡者のパネルが消えるようになっていたがFILE5以降からは死亡者が黒く塗り潰されるようになっている。「秘宝島殺人事件」「飛騨からくり屋敷殺人事件」「タロット山荘殺人事件」「剣持警部の殺人」は死亡者が発生しても黒く塗りつぶされていない。「速水玲香誘拐殺人事件」とCaseシリーズおよび「黒魔術殺人事件」「錬金術殺人事件」では容疑者リストは表示されなかった。また、「吸血鬼伝説殺人事件」では初めてカラーで表示されている。一と美雪を除いて、警察官であってもリストアップされるが、再登場キャラクターはリストから除外される。
また、「獄門塾殺人事件」ではリストが初めて登場した時点で多数の犠牲者が出ており、これらは除外され、生存している人物のみがリストアップされていた。また、レギュラーキャラクターである村上草太がリストアップされるなど、先述した初期のパネルによく似たタイプとなっている。

### 真相当てクイズ
File1の「オペラ座館殺人事件」から『週刊少年マガジン』誌上で行われていた。読者が犯人や主要なトリックの推理を解決編の前の週に講談社に送り、当たった人の中から抽選で賞品が貰えるという懸賞企画である。正答率は平均10 - 15%程度であったが、Case3「天草財宝伝説殺人事件」では、犯人を含む完全な真相を推理できた応募者が全応募者5324名の中でわずか3名だけだった。

### トリック
作中のトリックは天樹や金成がそれぞれ考えたものや、編集部を含めた全員で考えたものもある。
「異人館村殺人事件」のトリックは島田荘司の『占星術殺人事件』からの無許可でのトリック流用だとして島田から抗議を受けた。編集部は「ミステリー作品は昔からトリックの流用が行われており問題はない」旨の回答をしたが、後に発売された関連書籍にはトリックの出典が記載された。ドラマ版は欠番となった。
天樹は「（ミステリーマニアの人は）4巻くらいから読んでいただくと面白いと思います。最初はちょっといろいろありまして（笑）」と述べている。単行本3巻までの作品では「雪夜叉伝説殺人事件」で用いたメイントリックは法月綸太郎に、「（初めて読んだときに）これはどうやら本気で取り組んでいる。侮れない」と評された。「学園七不思議殺人事件」以降に現在の制作スタイルが確立したとのこと。

### オカルト(ホラー)関連
話によっては犯人が事件を妖怪、幽霊、呪いといったオカルトの仕業に見せかける（またはなぞらえる）が、（トリックや謎解きに超自然的なガジェットが用いられることはないものの）実際にそれらが存在すること自体は否定されない場合もある。

### 「魔犬の森の殺人」の登場人物について
「魔犬の森の殺人」に登場する「渡辺鐘」はタレントの渡辺鐘（桂三度・世界のナベアツ）をモデルとしており、名前もそのままで顔も本人に似せて描かれている。これは、当時マガジンに掲載された企画が元となった一種のゲスト出演であった。
渡辺は漫才コンビ・ジャリズム時代に相方の山下しげのりとともにアニメ版に生徒役で声優として出演している。

### 他作品におけるパロディ
- 本作の初代ドラマ版の監督が制作した『TRICK』では「謎はとべてすけた」、「フェルマーの名にかけて!」などの本作の台詞パロディがある。また、主人公の山田が他の登場人物から「お前なんか金田一少年みたいやな」と突っ込まれていた。この作品も横溝正史作品のオマージュやパロディが見られる。
- 『遊☆戯☆王デュエルモンスターズGX』の万丈目準と『33分探偵』の鞍馬六郎、『ぼくらの勇気 未満都市』（2017年のスペシャル版）のタケルも役者が本作の主人公を演じていたことから、決め台詞のパロディを口にしていたことがある。
- アニメ版『銀魂』第30話には本作のパロディ画が映された他、キャラクターが一と耕助と思わしき格好（コスプレ）をしているワンシーンもある。
- 『コータローまかりとおる』シリーズにて主人公のコータローが「ジッチャンの名にかけて」と顔真似しながら言うシーンがある。